# Polari (album)
Polari è il primo album in studio del cantante britannico Olly Alexander, pubblicato il 7 febbraio 2025 dalla Polydor.

## Accoglienza
| Recensione          | Giudizio |
| ------------------- | -------- |
| Clash               | 7/10     |
| musicOMH            |          |
| The Guardian        |          |
| The Independent     |          |
| The Daily Telegraph |          |

Polari ha ottenuto recensioni generalmente positive da parte della critica specializzata. Su Metacritic, sito che assegna un punteggio normalizzato su 100 in base a critiche selezionate, l'album ha ottenuto un punteggio medio di 66 basato su sei recensioni.

## Tracce
1. Polari – 1:27
2. Cupid's Bow – 2:51
3. I Know – 2:51
4. Shadow of Love – 3:32
5. Make Me a Man – 3:07
6. Dizzy – 2:52
7. Archangel – 3:22
8. Miss You So Much – 3:24
9. When We Kiss – 3:32
10. Whisper in the Waves – 3:29
11. Beautiful – 2:52
12. Heal You – 3:12
13. Language – 3:44

## Successo commerciale
Polari ha esordito alla 17ª posizione della Official Albums Chart con 5 267 unità equivalenti.

## Classifiche
| Classifica (2025) | Posizione massima |
| ----------------- | ----------------- |
| Belgio (Fiandre)  | 126               |
| Regno Unito       | 17                |